# 계약서
계약을 구두가 아닌 문서로 작성한 것을 계약서라 한다. 계약서는 계약서의 제목, 당사자의 표시, 전문(前文), 약인표시, 정의조항, 실질조항, 일반조항, 말미문언, 서명란, 부록 등의 요소로 이루어진다.

## 서두
제목 전문 목적 정의

## 전문
계약 당사자에 대한 언급과 계약 체결 경위 등을 밝힌다.

## 본문
통상적 본문 규정과 유형별 본문규정의 두가지가 있다. 통상적 본문 규정은 목적물과 계약대금을 규정하며 유형별 본문규정은 통상적 본문 규정을 보충하는 내용을 가지고 있다.

## 말미
해제(해지) 계약기간 기타사항 문제 해결(관할) 유효확인 작성일 서명 기명날인 등의 부분이다.

## 전자계약서
서면계약이 작성, 보관에 있어 번거로움이 많고 여러 비용(인적, 물적)이 발생함에 따라 민간 기업은 물론 정부차원에서도 빠르게 전자계약으로 전환하는 추세이다.  고용노동부는 2016년 '전자근로계약서 활성화를 위한 가이드라인'을 발표하면서 전자문서를 기반으로 한 근로계약을 적극 장려하기도 하였다. 민간에서는 전자계약의 법적효력과 보안에 관한 우려가 여전히 존재하지만, '전자문서및전자거래기본법 제4조 제1항'에 따라 분명히 그 효력을 인정받고 있다. 국내 전자계약 업체들은 감사추적인증서, AWS(Amazon Web Service)활용, 문서 위변조 확인 등을 통해 법적 근거 확보와 보안에 힘쓰고 있다. 
전자계약의 법적효력 참고